# Recurvomyces mirabilis
Recurvomyces mirabilis är en svampart som beskrevs av Selbmann & de Hoog 2008. Recurvomyces mirabilis ingår i släktet Recurvomyces, ordningen Capnodiales, klassen Dothideomycetes, divisionen sporsäcksvampar och riket svampar.   Inga underarter finns listade i Catalogue of Life.